# Pete Ham
Peter William „Pete“ Ham (* 27. April 1947 in Swansea; † 23. April 1975 in London) war ein walisischer Rockmusiker und Songschreiber, der vor allem als Sänger und Gitarrist der Rockband Badfinger berühmt wurde.
Im Jahr 1966 gehörte Peter „Pete“ Ham zu Badfingers Gründungsmitgliedern, bei denen er bis 1975 spielte. Er war gemäß Paul McCartney ein sehr guter Songschreiber. Obwohl auch die anderen Bandmitglieder Songs komponierten, war Pete Ham für nahezu alle Hits der Band verantwortlich, außerdem schrieb er zusammen mit dem Bandkollegen Tom Evans den Klassiker Without You, der von Harry Nilsson und später auch von Mariah Carey gecovert wurde.
1975 kam die Band durch Veruntreuungen ihres Managers Stan Polley (1922–2009) in finanzielle Schwierigkeiten. Ham, der in seinem Abschiedsbrief Polley für seine ausweglose Lage verantwortlich machte, erhängte sich am 23. April 1975 im Alter von 27 Jahren in seiner Garage und wird im weiteren Sinne zum sogenannten Klub 27 gezählt. Kurze Zeit später, am 31. Mai, wurde seine Tochter Petera geboren.
Während zeitlebens keine der Solo-Produktionen Hams veröffentlicht wurde, erschienen posthum später gefundene Solo-Aufnahmen von ihm als 7 Park Avenue (1997) und Golders Green (1999).
Seine letzte Ruhestätte fand Pete Ham auf dem Morriston Cemetery seiner Geburtsstadt Swansea.